# Сибата, Кацуёри
Кацуёри Сибата (яп. 柴田勝頼, род. 17 ноября 1979, Кувана, Миэ) — японский рестлер, мастер смешанных единоборств и тренер по рестлингу. В рестлинге он известен своими жёсткими ударами. В настоящее время он работает в New Japan Pro-Wrestling (NJPW). В NJPW он бывший трёхкратный чемпион NEVER в открытом весе, однократный командный чемпион IWGP (вместе с Хирооки Гото) и победитель New Japan Cup 2017 года. Он также является бывшим обладателем британского чемпионства Revolution Pro Wrestling в тяжёлом весе. С марта 2018 года Сибата является главным тренером додзё NJPW в Лос-Анджелесе.

## Ранняя жизнь
Сибата учился в средней школе в Куване, Миэ, где он был одноклассником Хирооки Гото. Он сын бывшего участника Japan Pro Wrestling Alliance и New Japan Pro-Wrestling Кацухисы Сибаты, Кацуёри в школьные годы был борцом, а в 1997 году выступал на национальном уровне.

## Карьера в рестлинге

### Возвращение в NJPW (с 2012)

#### Травма и перерыв (2017—2021)
20 марта Сибата победил Бэд Лак Фале в финале и выиграл New Japan Cup 2017 года. Заработав право претендовать на любой пояс в тяжёлом весе по своему выбору, Сибата вызвал Кадзутику Окаду и бросил ему вызов на матч за титул чемпиона IWGP в тяжёлом весе. 9 апреля на Sakura Genesis Сибата был побеждён Окадой в матче за звание чемпиона IWGP в тяжёлом весе. После матча Сибата упал за кулисами и был срочно доставлен в больницу, где выяснилось, что у него субдуральная гематома, которая потребовала срочной операции. Травма Сибаты была похожа на ту, от которой через несколько месяцев умер мастер смешанных единоборств Тим Хейг. Травма была вызвана тем, что Сибата постоянно использовал удар головой в качестве фирменного приёма, что он регулярно делал с лета 2016 года. Это, в сочетании с сильным обезвоживанием, вызвало у Сибаты паралич правой стороны тела. 13 апреля Дэйв Мельтцер сообщил, что, по его мнению, Сибата больше никогда не сможет заниматься рестлингом. Позже стало известно, что, хотя Сибата, «скорее всего», больше никогда не будет бороться, NJPW хочет подписать с ним контракт на постоянную работу в качестве тренера. По словам Мельтцера, во время операции «им пришлось удалить его мозг… и вставить его обратно». Сибата появился на финале G1 Climax 2017 года 13 августа, со слезами на глазах заявив: «Я все ещё жив! Вот и все».
4 марта, в разгар его восстановления, было объявлено, что Сибата станет главным тренером в новом додзё NJPW, расположенном в Лос-Анджелесе, Калифорния, где он тренировал таких рестлеров, как Карл Фредерикс, Кларк Коннорс и Алекс Кофлин. 12 августа Сибата сопровождал Хироси Танахаси во время финального матча G1 Climax 28 против Коты Ибуси, в котором Танахаси одержал победу.
9 июня 2019 года на Dominion 6.9 Сибата вернулся, чтобы представить дебютировавшего Кэнту. 12 августа, в финальный вечер G1 Climax 29, Кэнта присоединился к Bullet Club, в результате чего Сибата выскочил на ринг, чтобы сразиться с ним, что в итоге закончилось тем, что Сибата был избит Кэнтой и другими членами Bullet Club. Это был первый раз, когда Сибата участвовал в физической борьбе после травмы. На Power Struggle Сибата снова попал в засаду Кэнты во время главного боя Джея Уайта и Хирооки Гото, когда он пытался помочь своему бывшему партнёру по команде.

#### Возвращение (с 2021)
В финальный вечер G1 Climax 31 21 октября 2021 года Сибата сразился с Заком Сейбром-младшим в 5-минутном показательном бою по правилам UWF, который закончился вничью. После этого Сибата обратился к толпе и сказал, что чувствует себя хорошо, и в следующий раз, когда он выйдет на ринг, это будет настоящий рестлинг. 15 декабря 2021 года Сибата объявил, что выступит на шоу Wrestle Kingdom 16 4 января 2022 года, и это был его первый официальный матч с апреля 2017 года. В этом событии Сибата победил Рена Нариту.
26 июня 2022 года Сибата появился на турнире AEW x NJPW: Forbidden Door, чтобы спасти Оранджа Кэссиди от послематчевого избиения со стороны «Единой империи». Позже, 2 ноября, в эпизоде AEW Dynamite, Сибата снова спас Кэссиди от нападения Пака, и подписал контракт на матч с Кэссиди за титул всеатлантического чемпиона AEW 4 ноября, в эпизоде AEW Rampage.  В своём дебюте в AEW Сибата победил Кэссиди, после матча дуэт пожал руки и попозировал.

## Титулы и достижения
- New Japan Pro-Wrestling

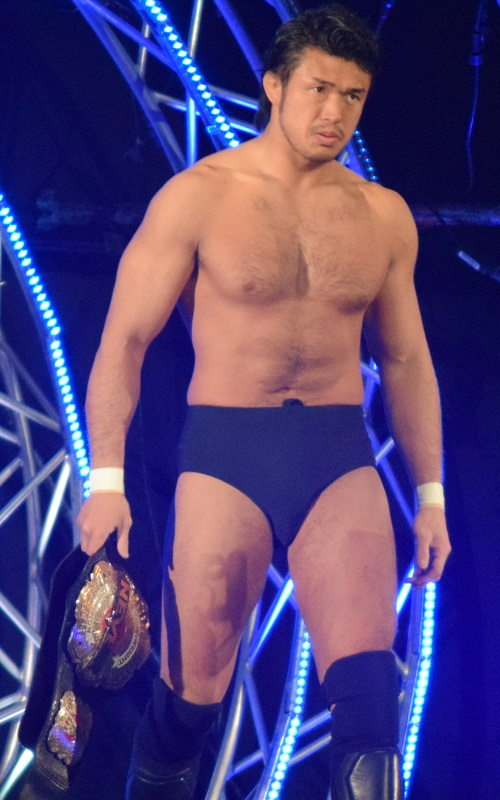
Сибата - трёхкратный чемпион NEVER в открытом весе

  - Командный чемпион IWGP (1 раз) — с Хирооки Гото[14]
  - Чемпион NEVER в открытом весе (3 раза)[15][16]
  - New Japan Cup (2017)[2]
  - World Tag League (2014) — с Хирооки Гото[17]
  - Награда за боевой дух (2004)[18]
  - Лучший командный матч (2004) с Масахиро Тёно против Хироёси Тэндзана и Синсукэ Накамуры 24 октября[18]
- Pro Wrestling Illustrated
  - № 23 в топ 500 рестлеров в рейтинге PWI 500 в 2017[19]
- Revolution Pro Wrestling
  - Британский чемпион в тяжёлом весе (1 раз)[20]
- Ring of Honor
  - Чистый чемпион ROH (1 раз)
- Tokyo Sports
  - Награда за боевой дух (2017)
- Wrestling Observer Newsletter
  - Лучший броулер (2013)[21]